# 中华人民共和国国家金库条例
《中华人民共和国国家金库条例》是一部中华人民共和国为统一组织国家财政收支、健全国家金库制度而制定和颁布实施的法律。该法共6章23条，于1985年7月27日由中华人民共和国国务院以国发[1985]96号文颁布，并于同日开始施行。

## 立法背景
《中华人民共和国国家金库条例》颁布实施前，行使其规范国库管理职能的是1950年3月由中央人民政府政务院第22次会议通过并公布的《中央金库管理条例》，《中央金库管理条例》是在中华人民共和国建国初期制定的，没有成熟的金库管理经验，仅简要地以十二条约500字的篇幅对国库管理制度进行规定。随着国家经济发展，《中央金库管理条例实施细则》曾多次修订，但《中央金库管理条例》始终未作修订，条例已经不能满足国库管理的实际需要。在当时国家金库的管理过程中，已经出现了由于法规本身规定不明确所直接或间接引起的职责不明和人员编制短缺等问题。在这种情况下，国务院意图通过制定和颁布新的法规，指导解决国库管理中遇到的困难，同时为国库管理工作提供更为完备的法律保证。

## 内容
《中华人民共和国国家金库条例》共分6章23条，包括了总则、组织机构、职责权限、库款的收纳与退付、库款的支拨等章节。与《中央金库管理条例》在法理上只能规制中央的国库不同，条例首次将地方金库纳入规制范围，并明确了各级的地位和领导关系，确认了各级金库之间的垂直领导关系。针对国库管理工作中人员编制短缺的问题，条例对国库管理机构的设置、人员配备进行了明确，指出国库由中国人民银行具体经理国库，并配备编制单列的机构和人员。针对权责不明的情况，条例对国库收纳、划分、留解和拨付等各项职责和权限作出了明确规定。

## 与其他法律法规关系

### 上位法
《中华人民共和国国家金库条例》颁布之初，条例并没有上位法，在《国家金库条例》颁布后陆续颁布施行的《中华人民共和国银行管理暂行条例》和《国家预算管理条例》在内容上对国家金库条例有一定指导意义。但由于上述两部法规晚于《国家金库条例》颁布且三部法规均为行政法规，故在法理和实质内容上，《国家金库条例》的内容没有清晰反映上述两部法规的内容。
1994和1995年，《中华人民共和国预算法》和《中华人民共和国中国人民银行法》相继经全国人大通过并颁布施行，《国家金库条例》有了真正意义上的上位法，国库设立的必要性等问题在法律体系中也得到了确认。

### 下位法
《中华人民共和国国家金库条例》第二十一条规定“本条例实施细则，由财政部和中国人民银行总行共同制定”。根据第二十一条的规定，财政部和中国人民银行于1986年1月3日制定并颁布实施了《中华人民共和国国家金库条例实施细则（试行）》，随后又于1990年根据试行的情况调整颁布了《中华人民共和国国家金库条例实施细则》。《国家金库条例实施细则》对国库的机构人员管理和工作规范等方面进行了详细说明，作为《国家金库条例》的下位法具体地明确了条例实施过程中的操作规范和指导了国家金库实际管理工作。

## 法规实施与评价

### 实施
在《国家金库条例》颁布施行前，《中央金库条例》没有规定应设立专门机构办理国库业务，故在相当长的历史时期内并无专设国库管理机构。《国家金库条例》颁布实施后，专设办理国库业务的机构开始逐步建立，至1998年各级国库机构陆续对外公开挂牌并负责国库管理和业务办理工作。此后随着《中华人民共和国预算法》等上位法的实施，国库也构建起了相对较为健全的管理机制。

### 评价
《国家金库条例》颁布施行在实施上改善了国家金库的管理状况，但众多研究指出在当前状况下，条例仍然存在诸多问题。在条例的实施细则和《国库会计管理规定》、《国库会计核算
业务操作规程》等一系列规定多次修订颁布的情况下，1985年颁布的《国家金库条例》本身并没有进行修订。这造成了法律体系的法律法规存在一定的冲突缺位：《银行管理暂行条例》、《中国人民银行法》颁布实施后，人民银行的性质、职能、权限发生了很大的变化，而《国家金库条例》并未就这些变化跟进修订；《国家金库条例》规定有权查究处理，但其上位法《预算法》并未就此项权力进行确认；《国家金库条例》对1995年以来实行的分税制也没有充分反映，一系列冲突造成《国家金库条例》实际管理的需要有较为明显的差异。
除了长时间未修订造成的法规短板外，亦有研究指出法规构建的管理体系本身也值得改革。现有的《国家金库条例》构建的中国人民银行经理国库、政府财政部门负责使用国库资金的多头共管局面，淡化了经营主体，使得国库经营管理过程中权责不统一，国库资金所有者缺乏提高国库资金运行效率的意愿和运作国库的必要权力。